# Blizzard Heights
Blizzard Heights är en kulle i Antarktis. Den ligger i Östantarktis. Nya Zeeland gör anspråk på området. Toppen på Blizzard Heights är 3 020 meter över havet, eller 312 meter över den omgivande terrängen. Bredden vid basen är 2,1 km.
Terrängen runt Blizzard Heights är kuperad åt nordväst, men åt sydost är den bergig. Trakten är obefolkad. Det finns inga samhällen i närheten. 